# Tom Morey
Tom Morey (Detroit, Michigan, 15 de agosto de 1935) é um engenheiro, músico e surfista norte-americano. É responsável por muitas inovações tecnológicas de forte impacto no desenvolvimento de equipamentos de surfe moderno. Sua contribuição mais importante para o esporte foi a invenção da prancha moderna de bodyboarding.

## História
Tom Morey, porém, não é responsável pela invenção da arte ou estilo de descer ondas deitado sobre uma pequena prancha. Existem relatos datados do século XV mostrando polinésios surfando deitados e de "proto-dropknee". Essas pequenas tábuas rudimentares ("alaias", em polinésio) eram consideradas "pranchas do povo", já que apenas à realeza era permitido surfar em pé (sobre pranchas maiores, chamadas de "olos") - o que se conferia ao surfe em pé o status de "esporte dos reis", por outro comprovaria que há mais de quinhentos anos o bodyboarding é a maneira mais comum de correr a onda. 
De volta ao século XX, mais ainda antes de Morey, diversos tipos de "belly boards" (pranchas de barriga, literalmente) foram utilizados: as planondas de madeira (conhecidas no Hawaii por paipo boards), pranchas de isopor e colchões plásticos infláveis. Todavia, coube a Tom Morey o mérito de transformar uma brincadeira de praia em um esporte ultra-radical (bodyboarding) com centenas de milhares de praticantes por todo o mundo e uma indústria que movimenta muitos milhares de dólares em equipamentos, campeonatos e mídia.